# Elektroda redoks
Elektroda redoks, elektroda utleniająco-redukująca – półogniwo stosowane w potencjometrii, zbudowane z metalu szlachetnego (najczęściej platyny) i roztworu, w którym zachodzi jedna lub więcej reakcji utleniania i redukcji. Potencjał elektrody jest zależny od potencjałów redoks.

## Podstawy fizykochemiczne
Na elektrodach stosowanych w potencjometrii zachodzą reakcje utleniania i redukcji, czyli procesy, w których zmienia się stopień utlenienia reagentów – składniki roztworów oddają lub przyjmują elektrony (z/mol), przenoszone między punktami o różnym potencjale {\displaystyle (E).} Wiąże się z tym wykonywanie elektrycznej pracy nieobjętościowej (–ΔzFE). W tego rodzaju przemianach, zachodzących w warunkach {\displaystyle p,T=\mathrm {const} ,} równowaga termodynamiczna jest osiągana (powinowactwo chemiczne), gdy entalpia swobodna reakcji (Δg; zmiana g odniesiona do Δλ = 1) jest równa pracy nieobjętościowej:
{\displaystyle \Delta g=-\Delta zFE=RT\left({\frac {\Pi a_{i,produkt}^{n_{i}}}{\Pi a_{i,substrat}^{n_{i}}}}-\ln K_{a}\right).}

Charakter zależności potencjału elektrod redoks od logarytmu aktywności jonów potencjałotwórczych

W przypadku najprostszej reakcji utleniania zależność można przekształcić do postaci znanej w elektrochemii jako równanie Nernsta:
{\displaystyle E=E^{0}+{\frac {RT}{zF}}\ln {\frac {a_{\mathrm {oks} }}{a_{\mathrm {red} }}},}
gdzie:
{\displaystyle E} – potencjał elektrody,
{\displaystyle E^{0}} – potencjał standardowy,
{\displaystyle R} – stała gazowa,
{\displaystyle T} – temperatura,
{\displaystyle z} – liczba elektronów wymienianych w reakcji połówkowej,
{\displaystyle F} – stała Faradaya,
{\displaystyle a} – aktywność indywiduów chemicznych biorących udział w odwracalnej redoks reakcji, przy czym dolne indeksy oks i red odpowiadają produktom i substratom reakcji redoks, zapisywanej jako reakcja utleniania (forma utleniona po prawej stronie).
W piśmiennictwie są dostępne zestawienia potencjałów standardowych {\displaystyle E^{0}} wielu procesów utleniania i redukcji, pozwalające określić wartości potencjałów różnych rodzajów elektrod, w tym elektrod redoks. Cechą wyróżniającą te elektrody spośród pozostałych jest fakt, że metal zanurzony w roztworze reagentów nie bierze udziału w reakcji redoks.

## Typy elektrod redoks
W elektrodach redoks są stosowane metale o bardzo dużej odporności chemicznej – metale szlachetne (najczęściej platyna). Metal, umieszczony w środowisku reakcji redoks – roztworze lub układzie dwufazowym (np. ciecz-gaz) – pełni wyłącznie funkcję przewodnika elektrycznego, przenoszącego wymieniane w reakcjach elektrony.

### Elektroda wodorowa

Elektroda wodorowa:
1 – elektroda platynowa,
2 – wodór,
3 – elektrolit,
4 – płuczka blokująca dostęp tlenu,
5 – zapas elektrolitu

Wśród najbardziej popularnych elektrod znajduje się elektroda wodorowa, w której na powierzchni platyny zachodzi reakcja utleniania gazowego wodoru (H2) do jonów wodorowych:
{\displaystyle \mathrm {H} _{2}\rightleftarrows 2\mathrm {H} ^{+}+2e^{-}}
Taką elektrodę nazywa się odwracalną względem jonów (H+). Zgodnie z równaniem Nernsta potencjał elektrody jest równy:
{\displaystyle E=E^{0}+{\frac {RT}{F}}\ln {a_{\mathrm {H} ^{+}}}}
Oznacza to istnienie liniowej zależności potencjału od pH:
{\displaystyle E=E^{0}-{\frac {RT}{F}}\mathrm {pH} }
gdzie wartość {\displaystyle E^{0}} = 0

### Elektroda tlenowa
Na powierzchni platyny omywanej strumieniem tlenu zachodzą różne reakcje, zależne od składu roztworu, co jest przyczyną niewielkiej odtwarzalności wyników pomiarów pH. W przypadku roztworów zasadowych w uproszczaniu przyjmuje się przebieg:
{\displaystyle 4\mathrm {OH} ^{-}\rightleftarrows 2\mathrm {H} _{2}\mathrm {O} +\mathrm {O} _{2}+4e^{-}}
Potencjał tak pracującej elektrody tlenowej powinien wynosić:
{\displaystyle E=E^{0}+{\frac {RT}{4F}}\ln {\frac {a_{p,\mathrm {O} _{2}}}{a_{\mathrm {OH} ^{-}}^{4}}}}
gdzie wartość {\displaystyle E^{0}} = 0,401 V
W środowisku kwaśnym zachodzi reakcja:
{\displaystyle 2\mathrm {H} _{2}\mathrm {O} \rightleftarrows \mathrm {O} _{2}+4\mathrm {H} ^{+}+4e^{-}}
gdzie wartość {\displaystyle E^{0}} = 2,421 V.
W obu środowiskach odtwarzalność potencjału elektrody tlenowej można uzyskać tylko przy małych gęstościach prądu (≤ 0,5 μA/cm²).

### Inne elektrody gazowe
Zamiast gazowego wodoru lub tlenu bywa stosowany strumień chloru; otrzymywana jest w ten sposób elektroda odwracalna względem jonów chlorkowych (Cl-):
{\displaystyle 2\mathrm {Cl} ^{-}\rightleftarrows \mathrm {Cl} _{2}+2e^{-}}
{\displaystyle E=E^{0}+{\frac {RT}{2F}}\ln {\frac {a_{p,\mathrm {Cl} _{2}}}{a_{\mathrm {Cl} ^{-}}^{2}}}}
gdzie wartość {\displaystyle E^{0}} = 1,538 V
Odwracalnymi względem anionu są również – analogiczne do chlorowej – elektrody bromowa i jodowa, zwane również gazowymi, mimo że w temperaturze pokojowej brom jest cieczą, a jod – ciałem stałym. Reakcja redoks jest prowadzona w roztworach bromku lub jodku, które są nasycane – odpowiednio – bromem lub jodem, co prowadzi do uzyskania równowagi cieczy z parami Br2 lub I2. Potencjały standardowe tych elektrod wynoszą 1,066 V (brom) i 0,5355 V (jod).

### Elektroda chinhydronowa

Reakcja redoks chinon–hydrochinon

Chinhydron

W roztworach zawierających chinhydron zachodzi reakcja redoks:
{\displaystyle \mathrm {hydrochinon} \rightleftarrows \mathrm {chinon} +2\mathrm {H} ^{+}+2e^{-}}
Po wprowadzeniu do takiego roztworu drucika platynowego otrzymuje się elektrodę redoks (elektroda chinhydronowa) odwracalną względem H+, której potencjał wynosi:
{\displaystyle E=E^{0}+{\frac {RT}{2F}}\ln {\frac {[\mathrm {chinon} ][\mathrm {H} ^{+}]^{2}}{[\mathrm {hydrochinon} ]}}}
Ponieważ chinhydron jest równomolowym kompleksem chinonu i hydrochinonu równanie można uprościć, otrzymując prostą zależność mierzonego potencjału od pH:
{\displaystyle E=E^{0}+{\frac {RT}{F}}\ln[\mathrm {H} ^{+}]=E^{0}-{\frac {RT}{F}}\mathrm {pH} }
gdzie wartość {\displaystyle E^{0}} = 0,6992 V.
Elektroda jest wykorzystywaną w pomiarach pH-metrycznych jako wygodna w użyciu wskaźnikowa.

### Inne elektrody redoks
Elektrody redoks można otrzymać wykorzystując inne reakcje utleniania i redukcji, zachodzące w układach o różnych potencjałach standardowych. Wśród wymieniana jest np. elektroda żelazowo-żelazawa (Pt|Fe3+, Fe2+), na której zachodzi reakcja:
{\displaystyle \mathrm {Fe} ^{2+}\rightleftarrows \mathrm {Fe} ^{3+}+e^{-}}
co prowadzi do ustalania się potencjału:
{\displaystyle E=E^{0}+{\frac {RT}{F}}\ln {\frac {a_{\mathrm {Fe} ^{3+}}}{a_{\mathrm {Fe} ^{2+}}}}}
gdzie wartość {\displaystyle E^{0}} = 0,771 V.
Na elektrodzie manganawo-nadmanganiowej (Pt|Mn2+,MnO4-) ustala się równowaga:
{\displaystyle \mathrm {Mn} ^{2+}+\mathrm {H} _{2}\mathrm {O} \rightleftarrows \mathrm {MnO} _{4}^{-}+8\mathrm {H} ^{+}+5e^{-}}
{\displaystyle E=E^{0}+{\frac {RT}{5F}}\ln {\frac {a_{\mathrm {H} ^{+}}^{8}{a_{\mathrm {MnO} _{4}}}^{-}}{a_{\mathrm {Mn} ^{2+}}}}}
gdzie wartość {\displaystyle E^{0}} = 1,507 V.